# Diecéze českobudějovická

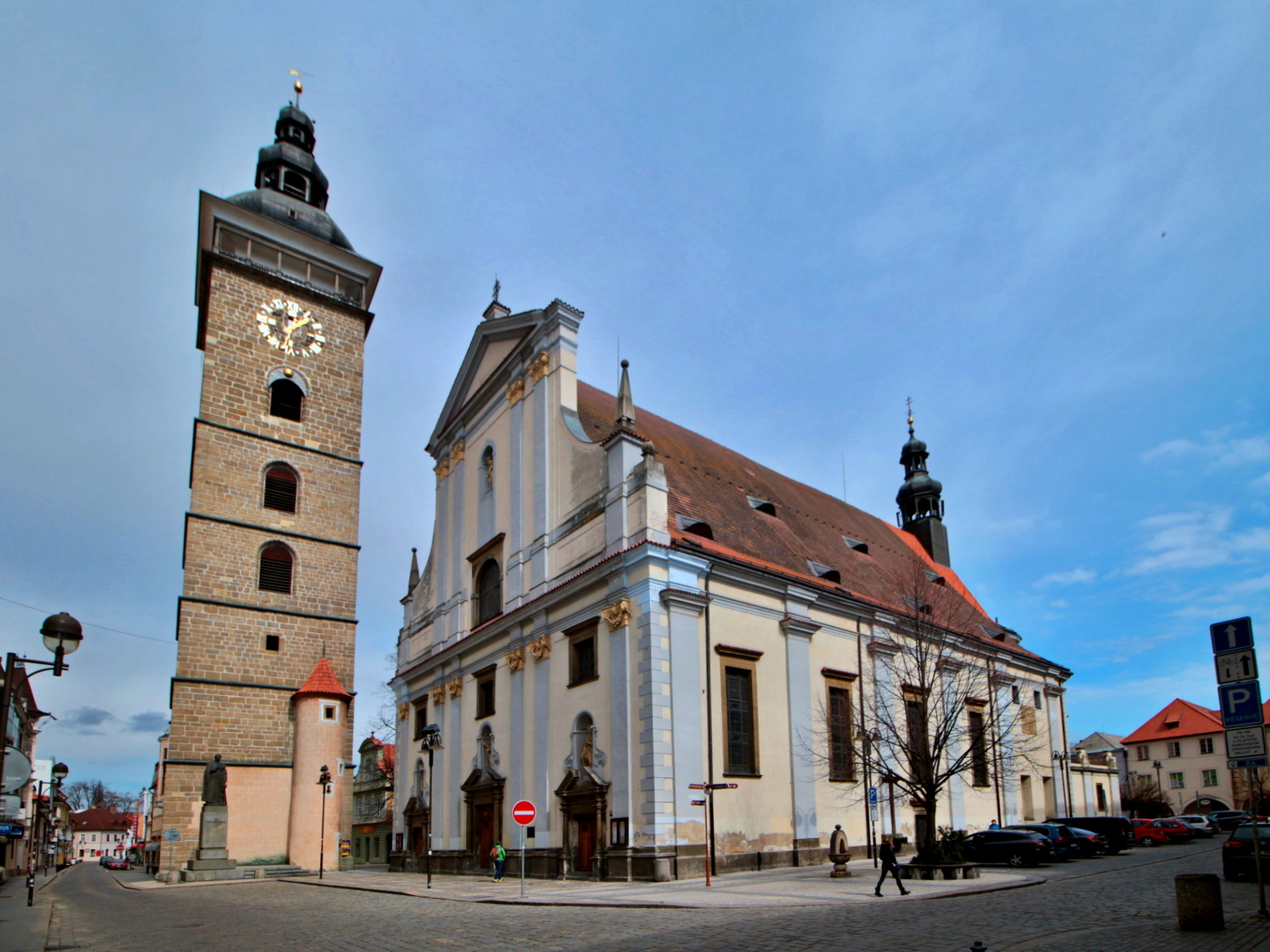
Katedrála svatého Mikuláše a Černá věž.

Diecéze českobudějovická (lat. Dioecesis Budovicensis) je římskokatolická diecéze, která se nachází na jihu Čech, sídlem biskupa jsou České Budějovice. Spolu s metropolitní pražskou arcidiecézí a litoměřickou, královéhradeckou a plzeňskou diecézí tvoří Českou církevní provincii.
Diecéze byla založena bulou papeže Pia VI. 20. září 1785 a jejím prvním biskupem byl Jan Prokop Schaaffgotsche. Naposledy se její hranice měnily v roce 1993 v důsledku vzniku diecéze plzeňské. Aktuálním biskupem je od 19. března 2015 Vlastimil Kročil.
Českobudějovická diecéze má největší podíl katolíků mezi obyvateli z celé České církevní provincie, při sčítání lidu v roce 2001 se k římskokatolické církvi přihlásilo 31,92 % z jejích 742 894 obyvatel. Výsledky sčítání účastníků bohoslužeb z roku 2009 diecéze odmítla zveřejnit, při předposledním v roce 2004 navštívilo nedělní bohoslužby 26 367 lidí (tj. asi 3,5 % obyvatel). V roce 2019 bohoslužby navštěvovalo už jen lehce přes 18 000 lidí.
Patrony diecéze jsou sv. Mikuláš, jemuž je zasvěcena českobudějovická katedrála svatého Mikuláše, a sv. Jan Nepomucký. Obzvláštní úctě se těší také sv. Jan Nepomucký Neumann, který se v diecézi narodil a vystudoval a po němž je pojmenováno např. Biskupské gymnázium J. N. Neumanna.

## Historie

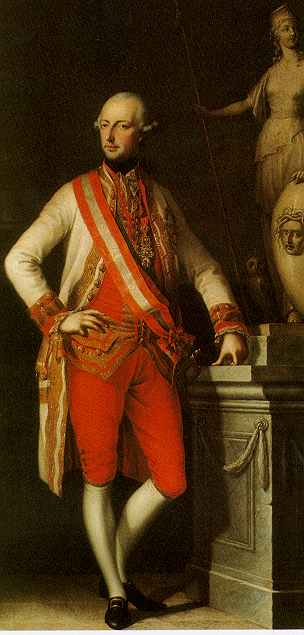
Vznik diecéze prosadil císař Josef II.

Před vznikem českobudějovické diecéze její území spadalo pod správu pražské arcidiecéze.

### Vznik diecéze
Císař Ferdinand II. chtěl po Bílé hoře založit v Čechách čtyři nová biskupství – V Plzni, Hradci Králové, Litoměřicích a Českých Budějovicích. Nakonec však tehdy vznikla jen dvě, v Litoměřicích (1656) a v Hradci (1664), Budějovice a Plzeň se však bránily – královská města se bála o své svobody.
Českobudějovická diecéze vznikla teprve o více než století později, na přání Josefa II., který původně předpokládal, že v Budějovicích bude sídlit a působit pouze generální vikář pražské arcidiecéze jako pomocný biskup a spravovat jih a západ Čech, a teprve po smrti arcibiskupa Antonína Petra z Příchovic zřídí biskupství. Ovšem již z jeho života, v prosinci 1783 dekretem zřídil, ovšem bez Plzeňského kraje, a jmenoval biskupem olomouckého kanovníka hraběte Schaaffgotscheho.
Pražský arcibiskup Antonín Petr Příchovský 15. října 1784 rezignoval na nárok na území plánované diecéze a Josef II. 20. prosince téhož roku požádal papeže o její zřízení. Pius VI. mu vyhověl a 20. září 1785 vydal zakládající bulu biskupství, Cunctis ubique. Současně se zřízením diecéze, v níž v té chvíli žilo 590 711 katolíků a působilo 246 kněží a 84 místních kaplanů, rozhodl císař o zrušení řady klášterů (např. prosperující klášter augustiniánů v Třeboni) a pusteven, jejichž majetek měl být vynaložen na zřízení nových far (plánováno jich bylo 117). Řeholníci s kněžským svěcením ze zrušených klášterů měli poté navýšit počet kněží a umožnit tak obsazení nových farností.
Katedrálou nové diecéze se stal dosavadní farní kostel sv. Mikuláše. Biskupskou rezidencí se měl původně stát dominikánský konvent, nicméně ukázalo se, že přestavba staré stavby by byla příliš nákladná, a proto bylo rozhodnuto, že se v ní usídlí piaristé a biskup se přesune do jejich novějšího kláštera.

### Diecéze vHabsburské monarchii (1783–1918)

#### Josefínští biskupové

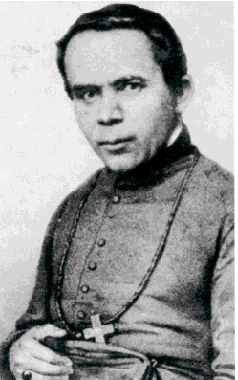
Z českobudějovické diecéze vzešel a v jejím kněžském semináři vystudoval sv. Jan Nepomucký Neumann (1811–1860), v letech 1852–1860 4. biskup z Filadelfie

Právo jmenovat biskupy nově zřízené diecéze si vyhradili habsburští panovníci. První tři českobudějovičtí biskupové byli přesvědčení josefinci tíhnoucí k febronianismu. Schaaffgotsche (1785–1813) otevřel v Budějovicích kněžský seminář (1803), v němž zavedl i kurz češtiny a stanovil znalost českého jazyka jako podmínku pro vysvěcení, neboť diecéze měla většinu obyvatel mluvících českým jazykem. Budějovice však zůstávaly i nadále převážně německým městem s německými bohoslužbami. V roce 1808 se diecéze dočkala menšího rozšíření, když k ní byly připojeny Lučina a Železnorudsko, které do té doby náležely k diecézi řezenské.
Biskup Růžička (1815–1845) byl naprosto oddaný josefínista a febronián, čímž naprosto vyhovoval vídeňskému dvoru, horší to ale bylo s jeho kvalitami z hlediska čistě církevního pohledu. Neměl nadání pro pastoraci a zanedbával vizitace, což vedlo k úpadku disciplíny duchovních a školství. V době jeho úmrtí bylo školství v diecézi hodnoceno jakožto nejzaostalejší v Čechách. Určitou úroveň si udržoval pouze kněžský seminář, v němž v letech 1831–1833 studoval Jan Nepomucký Neumann, který se o něm vyjadřoval velice pochvalně.
Biskup Lindauer (1845–1850) pobyl na biskupském stolci jen krátce a většinu svého úsilí zaměřil na administrativní a kancelářskou činnost. Během jeho úřadování bylo v Českých Budějovicích ustaveno první české kazatelské místo v kostele svaté Anny, nicméně české bohoslužby se ve městě zatím konaly jen příležitostně. Také pozval do města boromejky, které se zapojily do práce v městské nemocnici.

#### Diecéze pod biskupem Jirsíkem

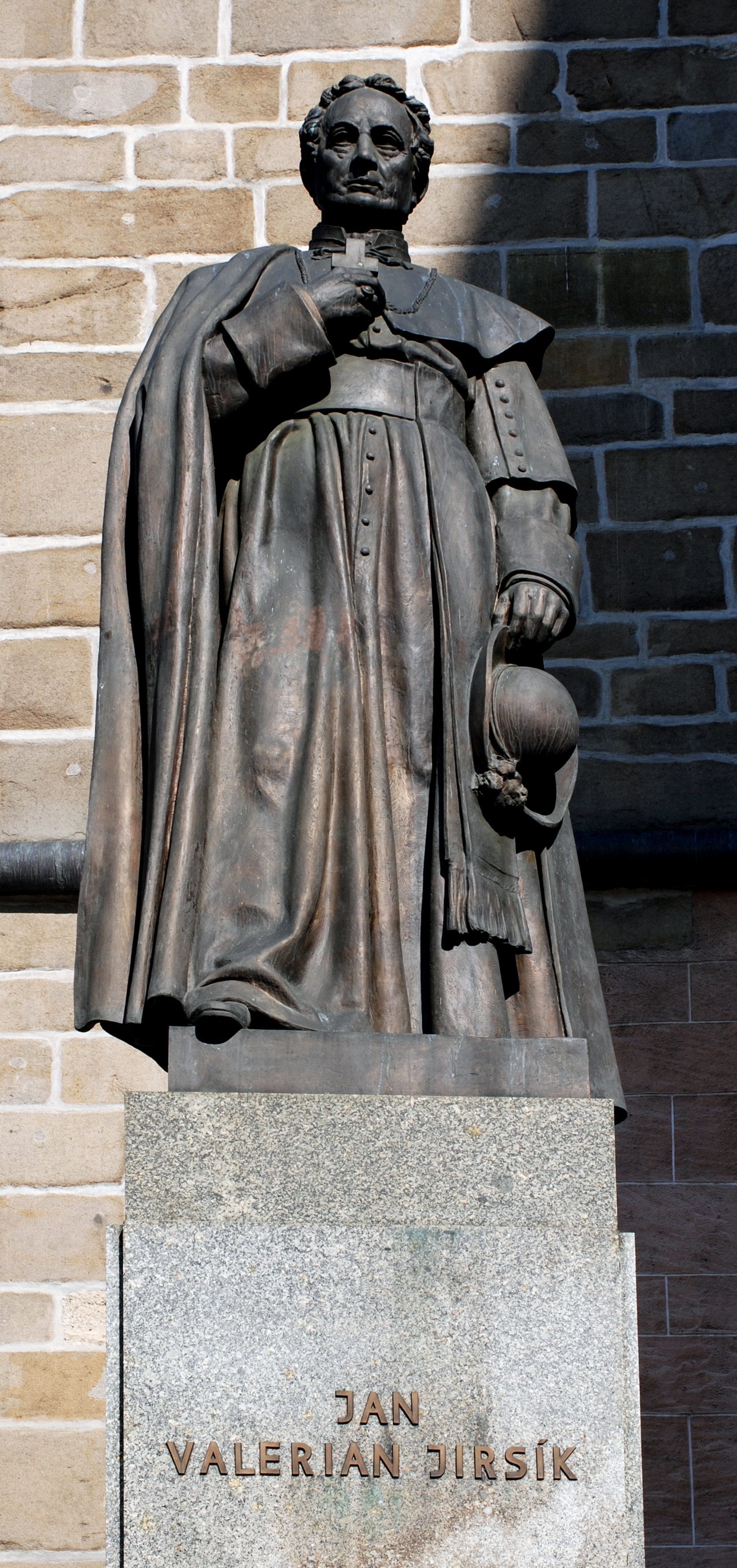
Pomník J. V. Jirsíka, 4. biskupa českobudějovického, před katedrálou svatého Mikuláše.

Nástupcem biskupa Lindauera byl na návrh kardinála Schwarzenberga císařem Františkem Josefem I. jmenován Jan Valerián Jirsík (1851–1883), který představuje mimořádnou osobnost jak v historii diecéze, tak v historii Českých Budějovic. Vynikající kazatel, náboženský spisovatel a publicista nastoupil na biskupský stolec poněkud zanedbané diecéze v době, kdy mimořádně zesílilo národnostní pnutí mezi Čechy a Němci a doposavad převážně německé České Budějovice rychle rostly přívalem Čechů stěhujících se do nich z venkova. Své úsilí soustředil na usmiřování Němců s Čechy (v této oblasti však nebyl příliš úspěšný, viz dále), zkvalitnění jihočeského školství a zejména výchovy kněžského dorostu, sociální projekty a rozvoj katolického tisku a naučné náboženské literatury. Osobně konal pravidelné a důkladné vizitace (každou farnost ve své diecézi navštívil alespoň třikrát).
U českobudějovických Němců se stal Jirsík krajně neoblíbeným poté, co v biskupském městě zavedl pravidelné bohoslužby v češtině a začal prosazovat myšlenku zřízení plnohodnotného českojazyčného školství. Klíčovou otázkou se pro něj stalo zejména zřízení českého gymnázia. Když se mu nepodařilo prosadit vznik státní školy, zřídil gymnázium soukromé, které několik let jen s největším úsilím vydržoval, než se ho nakonec podařilo přece jen přeměnit na státní školu. Existuje dodnes (viz Gymnázium Jana Valeriána Jirsíka). Mimo to se podílel na vzniku řady dalších českojazyčných škol, například klášterní dívčí školy, kterou zde zřídily jím pozvané školské sestry Notre Dame (komunistickým režimem zdecimovaná kongregace v diecézi působí dodnes a provozuje zde řádovou mateřskou školu).
Jako faktický zakladatel a architekt českého školství v Budějovicích se Jirsík stal ikonou Čechů a nejvýznamnějším jihočeským národním buditelem, naproti tomu českobudějovičtí Němci jej (navzdory jeho snaze vycházet s nimi) nenáviděli, což se projevovalo jejich neúčastí na biskupových bohoslužbách či demonstrativními odchody z nich (ta nenávist přetrvala až do druhé světové války, jednou z prvních věcí, které Němci po okupaci Českých Budějovic udělali, bylo stržení biskupovy sochy a přejmenování jím založeného a po něm pojmenovaného gymnázia).
Biskup Jirsík patřil k odpůrcům vyhlášení dogmatu o papežské neomylnosti, na prvním vatikánském koncilu odůvodnil ve svém projevu toto stanovisko tím, že pro ně nenachází v Písmu a katolické Tradici dost nezvratných podkladů. Nicméně po jeho schválení koncilem se zasadil o jeho urychlené oficiální vyhlášení v Čechách a přepsal kvůli němu i patřičnou část své Dogmatiky.

#### Diecéze 1883–1918
Nástupcem biskupa Jirsíka byl císařem jmenován pražský pomocný biskup Karel Průcha, ten však byl těžce nemocný, úřad nikdy nepřevzal a ještě před vysvěcením požádal o zbavení úřadu. Krátce poté, co mu bylo vyhověno, spáchal v záchvatu šílenství sebevraždu. Na biskupský stolec po Jirsíkovi tak nastoupil až další oblíbenec kardinála Schwarzenberga, František Schönborn (1883–1885). Ten zřídil v Budějovicích kolej redemptoristů a pozval servity[zdroj?] do Nových Hradů. Více již nestihl, protože jej císař František Josef I. v souladu s poslední vůlí kardinála Schwarzenberga jmenoval arcibiskupem pražským.
Schönbornovým nástupcem se stal na jeho doporučení teolog, spisovatel a překladatel Martin Josef Říha (1885–1907). Jeho působení bylo apolitické a nikterak výrazné. I sedmý českobudějovický biskup, Josef Antonín Hůlka (1907–1920), se vyhýbal politické oblasti, svoji činnost soustředil na pastoraci a sociální problémy mládeže a až do smrti byl katechetou v českobudějovickém sirotčinci.

### Diecéze za první republiky (1918–1938)
Osmý českobudějovický biskup, Šimon Bárta (1920–1940) byl prvním biskupem, kterého jmenoval papež (do té doby jen potvrzoval kandidáty jmenované panovníkem). Bárta přejímal diecézi v krizové situaci. Československo představovalo ve svých počátcích silně antikatolický stát a nemalý díl věřících se odtrhl a zapojil do nově vznikající Církve československé (v českobudějovické diecézi šlo o 40 kněží a 90 tisíc věřících).

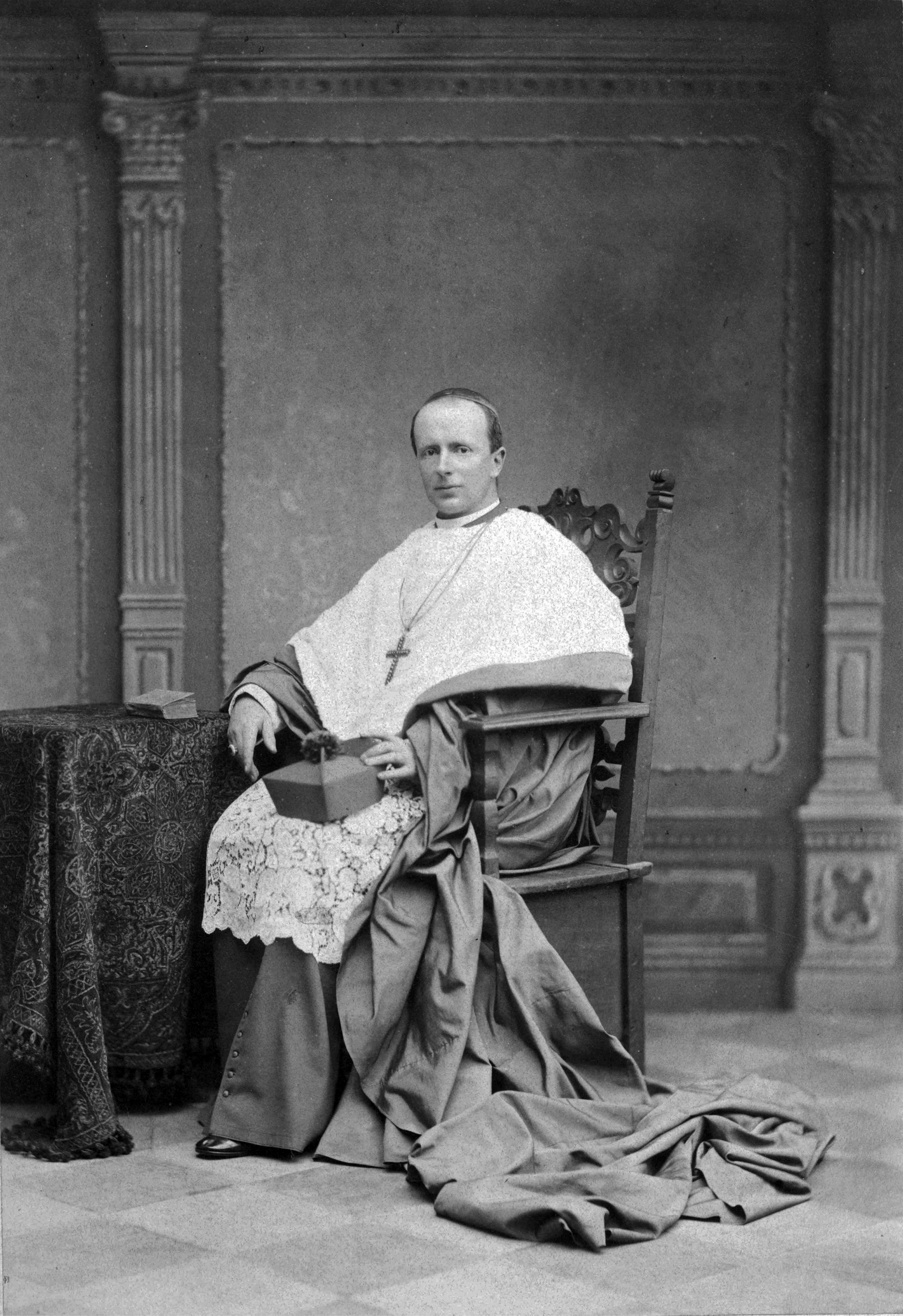
František Schönborn již jako arcibiskup pražský a kardinál

Biskup Bárta dokázal postupně vzkřísit zdecimovaný českobudějovický seminář (v roce 1923 z něj vzešel jediný kněz) a sám přitom produkoval náboženskou literaturu, zaměřující se zejména na filosoficko-mravní problémy a vyvracení tezí Krejčího, Voltaira a Kanta. V roce 1927 uspořádal v Českých Budějovicích úspěšný eucharistický kongres. Pozitivní vliv měly nově ustavené hranice mezi Československem a Rakouskem, které omezily odchody německých bohoslovců do rakouských zemí a také zavedená systematická výuka náboženství v češtině na jihočeských školách.
Za biskupa Šimona Bárty došlo v roce 1937 k rozšíření diecéze o Vitorazsko (připojené k Československu 31. července 1920), které již od počátku své funkce spravoval jako apoštolský administrátor (celkem 4 farnosti).

### Diecéze vobdobí totalitních režimů (1938–1989)
Mnichovským diktátem a odtržením německého pohraničí v roce 1938 ztratil biskup Bárta kontrolu nad tou částí diecéze, která se v něm nacházela, což zahrnovalo zhruba 210 kněží a 258 tisíc katolíků. Ze strany Třetí říše a částečně i některých německých kněží se objevila snaha oddělit toto území trvale od diecéze a připojit je k německým diecézím, nebo alespoň zřídit nové biskupství pro Sudety v Chebu.
Svatý stolec odmítl i přes silný nátlak takovéto změny provést a nuncius Orsenigo přiměl Bártu, aby jmenoval pro novými hranicemi oddělené německé oblasti svého zmocněnce. Jeho výběr byl velmi složitý, první dva kandidáti byli vetováni, vyšebrodského opata Jaksche, který úřad nakonec obdržel, krátce poté zatklo gestapo. Bárta tedy jmenoval jeho opata-koadjutora Kaindla, německá strana ale dala najevo, že žádného zástupce českobudějovického biskupa pro Sudety nepřipustí a Kaindl napadaný nacistickým tiskem a šikanovaný úřady post vrátil a navrhl předat území německým biskupům.
Na přelomu 1939/1940 pak Pius XII. po konzultacích s německými kardinály rozhodl, že správu sudetské části diecéze převezmou dočasně němečtí biskupové pasovský, řezenský, linecký a svatohypolitský. Předání pravomocí v těchto oblastech bavorským a rakouským biskupům (celkem šlo o 134 farností) byl poslední významný počin biskupa Bárty, který zemřel 2. května 1940. Rozdělená diecéze tak zůstala v období kruté perzekuce církve ze strany nacistických úřadů bez biskupa. Svatý stolec to hodlal urychleně napravit, nicméně ukázalo se, že to nebude jednoduché.
Papež Pius XII. jmenoval novým českobudějovickým biskupem pražského pomocného biskupa Antonína Eltschknera. Úřady Třetí říše i německou okupační správu toto jmenování rozzuřilo, protože jednak s nimi nebylo projednáno (Svatý stolec jim ho pouze s předstihem oznámil), jednak byl Eltschkner Čech. Německý velvyslanec u Svatého stolce protestoval proti Eltschknerovu jmenování s tím, že Třetí říše chce do čela diecéze Němce (nejlépe říšského) a že očekává, že s ní bude jmenování biskupů v protektorátu konzultováno. Navrhl též jako vhodného kandidáta pražského pomocného biskupa Remigera. Msgre. Tardini protest i návrh odmítl s tím, že převážně českojazyčné diecézi přísluší český biskup a že Třetí říše nemá právo zasahovat do tohoto jmenování, ani důvod stěžovat si.
Svatý stolec se nakonec rozhodl jmenování Eltschknera nezveřejnit a neuvést v praxi, protože bylo zřejmé, že by se nikdy úřadu ujmout nemohl. Demonstrativně jej ale pověřil, aby na území diecéze biřmoval a světil kněze. Diecéze zůstala až do konce války neobsazena, pod provizorní správou kapitulního vikáře Jana Caise. Původně se předpokládalo, že Eltschkner bude jmenován okamžitě poté, co to situace umožní, posléze bylo ale od tohoto konceptu upuštěno.
Diecézi se nevyhnula stejná pronásledování, jako na celém území protektorátu: omezování církevního života, zákazy katolického tisku, omezování a likvidace řeholních komunit, jakož i šikanování a věznění kněží.
V letech 1945–1946 bylo z území diecéze československými státními orgány vyhnáno asi 260 tisíc obyvatel německé národnosti, včetně řady kněží, řeholníků a řeholnic. 31. ledna 1946 předali němečtí biskupové diecézi zpět oblasti, které dočasně spravovali a v létě 1947 se stal novým biskupem Josef Hlouch.

#### Diecéze za komunistického režimu
Biskup Hlouch přebíral diecézi v katastrofálním stavu. Pohraniční oblasti byly po vyhnání Němců vylidněné a zpustošené a komunisty ovládaná část státní správy zodpovědná za prosazení Benešových dekretů rozkradla velkou část tamního církevního majetku. Ačkoliv šlo zjevně o nelegální stav, zpět jej církev získávala až po složitých jednáních či komplikovaných soudních sporech a celou řadu položek nedostala zpět nikdy, protože se řada těchto jinak jasně vyhraných sporů protáhla díky obstrukcím komunistických proponentů ve státní správě a u soudů až do roku 1948, kdy je ukončil únorový převrat. Jako obzvláště pobuřující je v tomto ohledu zmiňováno např. zabrání majetku vyšebrodského kláštera, který komunisté označili za oporu nacismu na Vyšebrodsku. Přitom tamní cisterciáčtí mniši byli ve skutečnosti odpůrci nacistů, z kteréhožto důvodu byl klášter v roce 1941 zrušen, přičemž ze šesti mnichů odsouzených nacisty do vězení či koncentračních táborů dva během věznění zemřeli.
Období oživení v letech 1945–1948 ukončil únor 1948 a nové, ještě tvrdší pronásledování katolické církve. Postupně byl (tak jako na území celého Československa) zlikvidován katolický tisk, katolické spolky, školy, sociální zařízení a řeholní komunity. Katoličtí představitelé byl šikanováni a vězněni, včetně samotného biskupa Hloucha, kterému bylo v letech 1950–1968 státními orgány znemožněno vykonávat úřad, přičemž v letech 1950–1963 byl nezákonně internován (většinou mimo diecézi). Diecézi v této době spravoval kapitulní vikář Antonín Titman. Poté, co biskup Hlouch v roce 1972 den po surovém výslechu StB zemřel, komunistický režim až do svého pádu znemožňoval jmenování nového biskupa, takže diecézi spravoval kapitulní vikář Josef Kavale.

### Diecéze po roce 1989

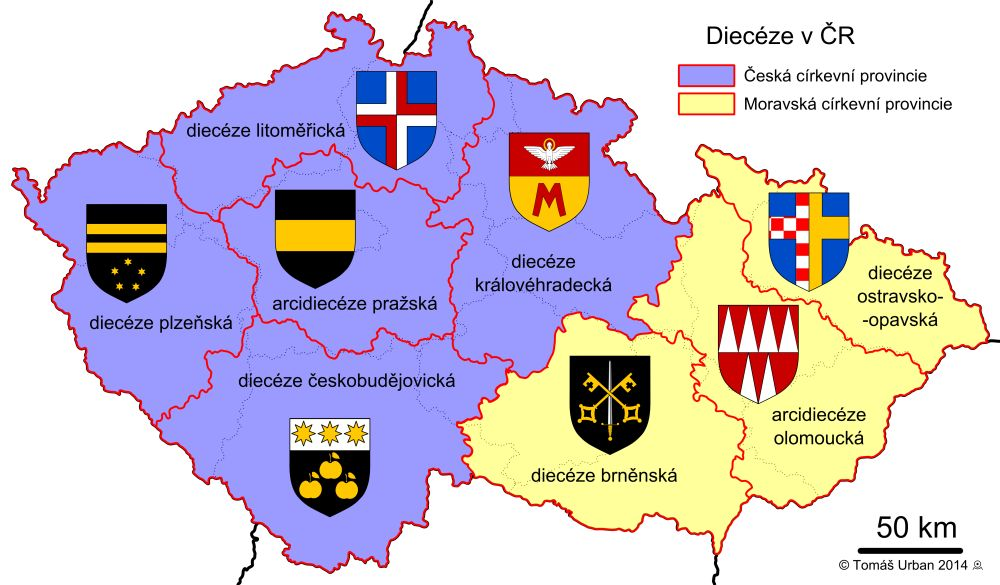
Diecézní členění římskokatolické církve v Česku platné od roku 1996

Dlouhé období sedisvakance po smrti biskupa Hloucha skončilo v roce 1990, kdy byl biskupem českobudějovickým jmenován bývalý (1968–1971) Hlouchův sekretář Miloslav Vlk (1990–1991). Ten se pustil do obnovy zdevastovaných diecézních struktur, snažil se o obnovu církevního školství a řeholního života v diecézi. Mimo jiné v roce 1990 založil Biskupské gymnázium J. N. Neumanna a zahájil přípravy na zřízení Jihočeské univerzity s katolickou Teologickou fakultou (k čemuž došlo až za jeho nástupce). Biskup Vlk však dlouho v úřadu nesetrval, již rok poté byl totiž jmenován arcibiskupem pražským.
Novým biskupem diecéze se stal redemptorista a dosavadní pomocný biskup pražské arcidiecéze, Antonín Liška (1991–2002), který pokračoval v rekonstrukci diecéze. Za jeho úřadu papež Jan Pavel II. zasáhl do uspořádání České církevní provincie založením diecéze plzeňské, což se dotklo i diecéze českobudějovické. Této nové diecézi byly v roce 1993 postoupen vikariát Domažlice a části vikariátů Klatovy a Nepomuk. Celkem tedy diecéze ztratila území o rozloze 2500 km² s 89 farnostmi, 115 000 obyvateli a 19 kněžími. Zároveň došlo k optimalizaci hranice s pražskou arcidiecézí, která byla ve výsledku zřetelně zisková pro českobudějovickou diecézi (diecéze odevzdala jednu farnost a přijala sedm), a k převzetí 8 farností od královéhradecké diecéze.
V roce 2001 byl již churavému Liškovi jmenován biskup koadjutor, kterým byl Jiří Paďour. Ten se pak o rok později, když Liška ze zdravotních důvodů rezignoval, automaticky stal sídelním biskupem. V roce 2008 byl jmenován pomocným biskupem diecéze dosavadní litoměřický biskup Pavel Posád. Biskup Paďour řídil diecézi až do 1. března 2014, kdy papež František přijal jeho nabízenou rezignaci. Dne 19. března 2015 papež František jmenoval novým diecézním biskupem Mons. ThDr. Vlastimila Kročila, Ph.D., dosavadního duchovního správce ve Veselí nad Lužnicí, ten byl 13. června téhož roku vysvěcen v českobudějovické katedrále na biskupa.

## Současnost a trendy

### Biskupská rezidence
Biskupská rezidence sídlí v domě č. 4 v Biskupské ulici. Původně šlo o kolej piaristů, zbudovanou v letech 1763–1769. Prodělala rozsáhlé přestavby v letech 1775, 1785 (druhou již se zřetelem na novou funkci) a nejnověji 2020. V rezidenci se nachází kaple zasvěcená Panně Marii.

### Věřící, struktura, instituce
Českobudějovická diecéze má největší podíl katolíků mezi obyvateli v celé České církevní provincii, při sčítání lidu v roce 2001 se k římskokatolické církvi přihlásilo 237 162 (tj. 31,92 %) z jejích 742 894 obyvatel. Výsledky posledního sčítání účastníků bohoslužeb z roku 2009 diecéze odmítla zveřejnit, při předposledním v roce 2004 navštívilo nedělní bohoslužby 26 367 lidí (tj. asi 3,5 % obyvatel), což představuje mírné zvýšení oproti roku 1999, kdy bylo sečteno 26 044 věřících.
Diecéze pokrývá drtivou většinu území Jihočeského kraje (nejvýznamnější výjimku představuje Dačicko náležící k brněnské diecézi) a dále zasahuje na území krajů Plzeňského, Středočeského a kraje Vysočina. K 8. květnu 2014 byla územně rozdělena na 10 vikariátů a 354 farností, na jejichž území se nacházelo 511 kostelů a kaplí. V diecézi sloužilo k témuž datu 108 kněží (včetně 35 řeholníků a 8 kněží z Polska). Tzv. tridentská mše je na území diecéze sloužena denně ve vyšebrodském klášteře a jedenkrát za čtrnáct dnů v Českých Budějovicích v klášterním kostele Obětování Panny Marie v neděli odpoledne. Od roku 2009 byla sloužena již také v chrámu sv. Alžběty v Třeboni na Hliníku (Budějovickém předměstí).
Dále se na území diecéze vyskytovalo 8 škol a školských zařízení zřizovaných, vedených či dozorovaných katolickou církví. Konkrétně toto zahrnovalo: 3 mateřské školy (z toho dvě řádové), 2 základní školy, 1 gymnázium, 1 Teologickou fakultu a 3 školská zařízení (z toho dvě řádová). Mimo to v ní fungovala tři diecézní centra a střediska: diecézní centrum mládeže, diecézní katechetické středisko a diecézní centrum pro rodinu.
Diecézní charita České Budějovice provozuje řadu sociálně zdravotních zařízení a aktivit na území diecéze a organizuje adopci na dálku a ozdravné pobyty pro děti z Běloruska.

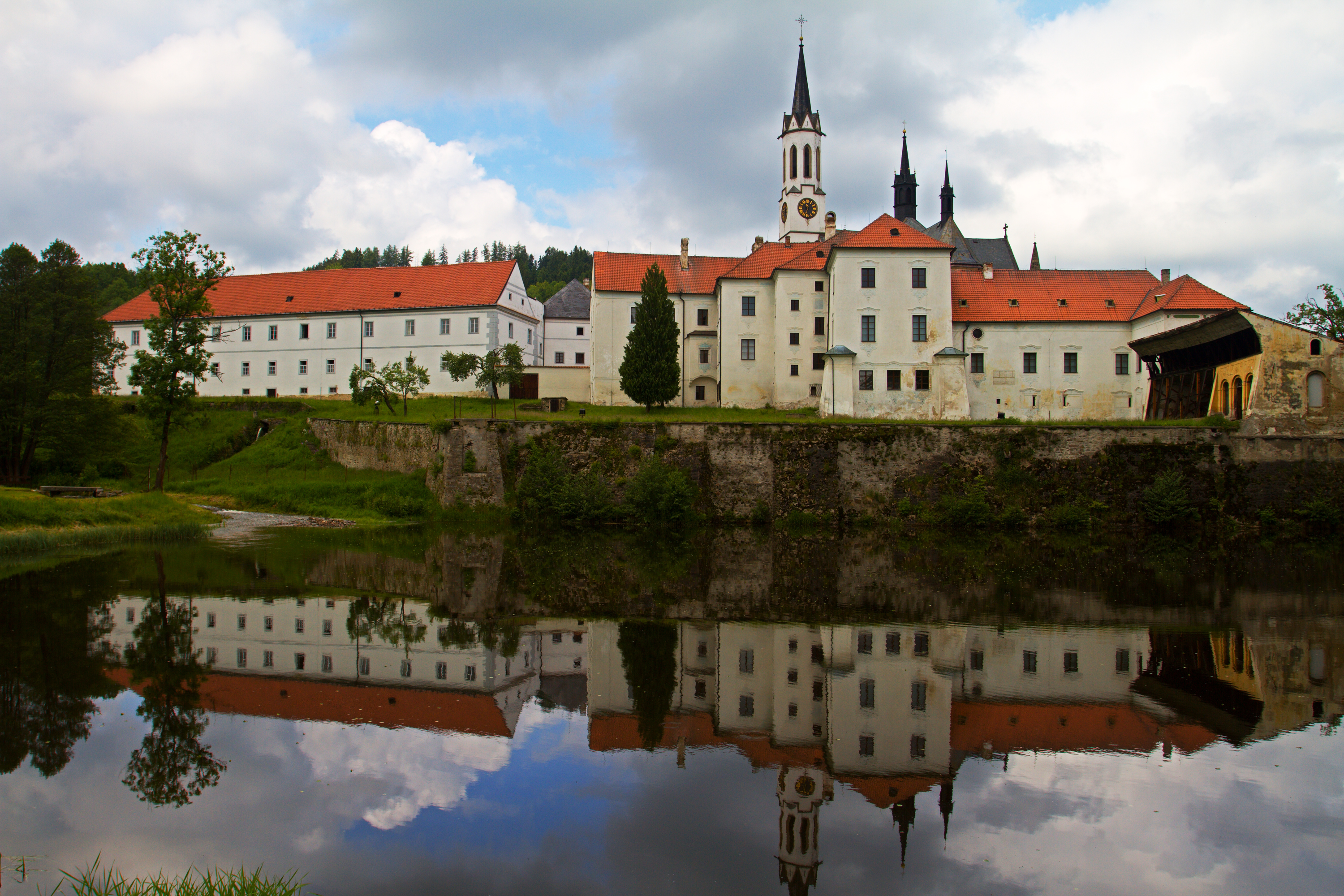
Cisterciácký vyšebrodský klášter

Nejvýznamnější mužská řeholní společenství v diecézi představují Salesiáni Dona Bosca, kteří spravují českobudějovickou farnost svatého Vojtěcha a v ní umístěné Středisko mládeže, petrini s řeholními domy v Českých Budějovicích (mateřinec) a Písku (s DM Petrinum), premonstráti (Klášter Milevsko) a cisterciáci (vyšebrodský klášter). Dále je zde klášter Božího Milosrdenství Rodiny Panny Marie v Nových Hradech.
Nejvýznamnější ženská řeholní společenství představují notredamky se sídlem v Českých Budějovicích, kde provozují mateřskou školu, petrinky, které rovněž sídlí v Českých Budějovicích a rovněž zde provozují mateřskou školu, a boromejky reprezentované klášterním domem Neumaneum v Prachaticích.
Od října 2018 působí v diecézi kněz FSSP, který pravidelně vysluhuje tradiční liturgii a svátosti v Českých Budějovicích a Římově. V pátek 8. listopadu 2019 převzali českobudějovický biskup V. Kročil s děkanem P. Zdeňkem Marešem relikvii blahoslaveného císaře a krále Karla I. Rakouského, posledního českého krále, nazývaného „knížetem míru“. Převzali ji od představeného Modlitební ligy bl. císaře a krále Karla I. za mír mezi národy v ČR Milana Nováka, komandéra Papežského řádu sv. Řehoře Velikého. Po zhotovení relikviáře byla umístěna v katedrále sv. Mikuláše v Č. Budějovicích ve výroční den úmrtí blahoslaveného Karla I. 1. dubna 2020 (zemřel 1. dubna 1923).
K 1. lednu 2020 je diecéze územně rozdělena do 242 farností, poté, co bylo rozhodnutím diecézního biskupa k 31. 12. 2019 zrušeno (sloučeno) více než sto farností.

### Statistiky
V roce 2019 bylo v diecézi 283 767 pokřtěných na 743 780 obyvatel, což je 38,2 % z celkového počtu.
| rok  | populace | populace | populace | kněží  | kněží    | kněží   | kněží      | trvalí jáhnové | řeholníci | řeholníci | farnosti |
| rok  | pokřtění | celkem   | %        | celkem | diecézní | řeholní | počet křtů | trvalí jáhnové | muži      | ženy      | farnosti |
| ---- | -------- | -------- | -------- | ------ | -------- | ------- | ---------- | -------------- | --------- | --------- | -------- |
| 1949 | 735.000  | 840.000  | 87,5     | 502    | 449      | 53      | 1.464      |                | 73        | 605       | 438      |
| 1970 | 586.600  | 790.000  | 74,3     | 283    | 240      | 43      | 2.072      |                | 45        | 308       | 444      |
| 1980 | 540.000  | 830.000  | 65,1     | 213    | 213      |         | 2.535      |                |           | 231       | 419      |
| 1990 | 516.000  | 841.000  | 61,4     | 150    | 150      |         | 3.440      |                |           | 154       | 432      |
| 1999 | 365.000  | 795.000  | 45,9     | 155    | 112      | 43      | 2.354      | 15             | 63        | 183       | 360      |
| 2000 | 363.000  | 792.000  | 45,8     | 151    | 110      | 41      | 2.403      | 18             | 59        | 179       | 360      |
| 2001 | 362.000  | 791.000  | 45,8     | 157    | 113      | 44      | 2.305      | 18             | 60        | 137       | 361      |
| 2002 | 305.000  | 760.000  | 40,1     | 157    | 114      | 43      | 1.942      | 17             | 71        | 134       | 361      |
| 2003 | 298.000  | 750.000  | 39,7     | 157    | 110      | 47      | 1.898      | 17             | 65        | 141       | 361      |
| 2004 | 296.500  | 749.000  | 39,6     | 153    | 106      | 47      | 1.937      | 17             | 71        | 129       | 361      |
| 2006 | 295.500  | 748.000  | 39,5     | 157    | 108      | 49      | 1.882      | 17             | 63        | 112       | 361      |
| 2013 | 291.700  | 760.600  | 38,4     | 136    | 94       | 42      | 2.144      | 19             | 54        | 110       | 361      |
| 2016 | 286.100  | 762.200  | 37,5     | 114    | 77       | 37      | 2.509      | 18             | 48        | 98        | 354      |
| 2019 | 283.767  | 743.780  | 38,2     | 119    | 82       | 37      | 2.384      | 20             | 42        | 78        | 354      |

### Hospodaření diecéze
Diecéze nikdy nebyla obzvláště ekonomicky silnou – již od svého založení trpěla dlouhodobě nedostatkem financí a hospodářských zdrojů a byla považována za jednu z ekonomicky nejslabších v českých zemích. Postupem času se situace sice zlepšovala, nicméně nikdy nešlo o stabilní a dlouhodobý stav. Přechodně vylepšená ekonomická situace se pravidelně vracela zpět do výchozího bodu během ekonomicky špatných období, jako byly např. obě světové války. Ještě mnohem drtivější úder představovalo období komunistického režimu, které zcela rozbilo křehké ekonomické struktury diecéze a uvedlo ji do stavu dlouhodobého ekonomického úpadku, který v podstatě přetrvává dodnes.
V současné době se diecéze vážně potýká zejména s nedostatkem finančních prostředků na opravu a údržbu kostelů a far. Situace je velmi komplikována faktem, že zejména u kostelů jde často o významné kulturní památky, jejichž oprava je (v důsledku nutných restaurátorských postupů a rozličných zákonných nařízení) několikanásobně dražší, než je tomu u běžných staveb. U památek by sice teoreticky měl k opravě přispívat stát, ovšem jeho příspěvky jsou dlouhodobě absolutně nedostatečné (kupříkladu v roce 2006 činil příspěvek od ministerstva kultury 670 tisíc korun).
Vedení diecéze vyčíslilo potřebnou částku na opravu církevních budov v rozsahu 400 miliónů Kč za rok s tím, že pro toto určení je diecéze schopna vydávat asi 80 miliónů ročně. Významný příspěvek může v případě konkrétních oprav poskytnout ještě příslušná obec, jen málokterá je však schopna poskytnout ze svého rozpočtu větší částku. Diecéze nakonec přistoupila k poměrně radikálnímu řešení, když se na počátku roku 2007 rozhodla prodat třetinu z cca 300 svých far, pro které buď neměla využití, nebo byl jejich stav takový, že by jejich opravy neutáhla.
Určité ulehčení diecézi v péči o církevní památky poskytuje fakt, že mnohé objekty v pohraničí byly po sametové revoluci opraveny s výrazným finančním přispěním ze strany sudetských Němců a jejich potomků, jejichž dary přispívají na jejich údržbu. Tato podpora ovšem postupem času klesá v důsledku vymírání vyhnané generace.

#### Podíl ve spořitelním družstvu Artesa
V roce 2019 získalo biskupství majetkový podíl ve výši 9,5 procenta ve spořitelním družstvu Artesa. Cenu nezveřejnilo. Původně chtělo biskupství získat majoritu a pak bankovní licenci. Měla tak vzniknout první katolická banka v Česku, projekt se však nerealizoval.
Artesa je spojována s podnikatelem Františkem Savovem, který je v Česku vyšetřován pro stamilionové daňové podvody.

### Diecézní časopis
Z pověření českobudějovického biskupství vydává Sdružení Sv. Jana Neumanna v Českých Budějovicích periodikum s názvem Aktuality-Setkání.